# 気賀宿

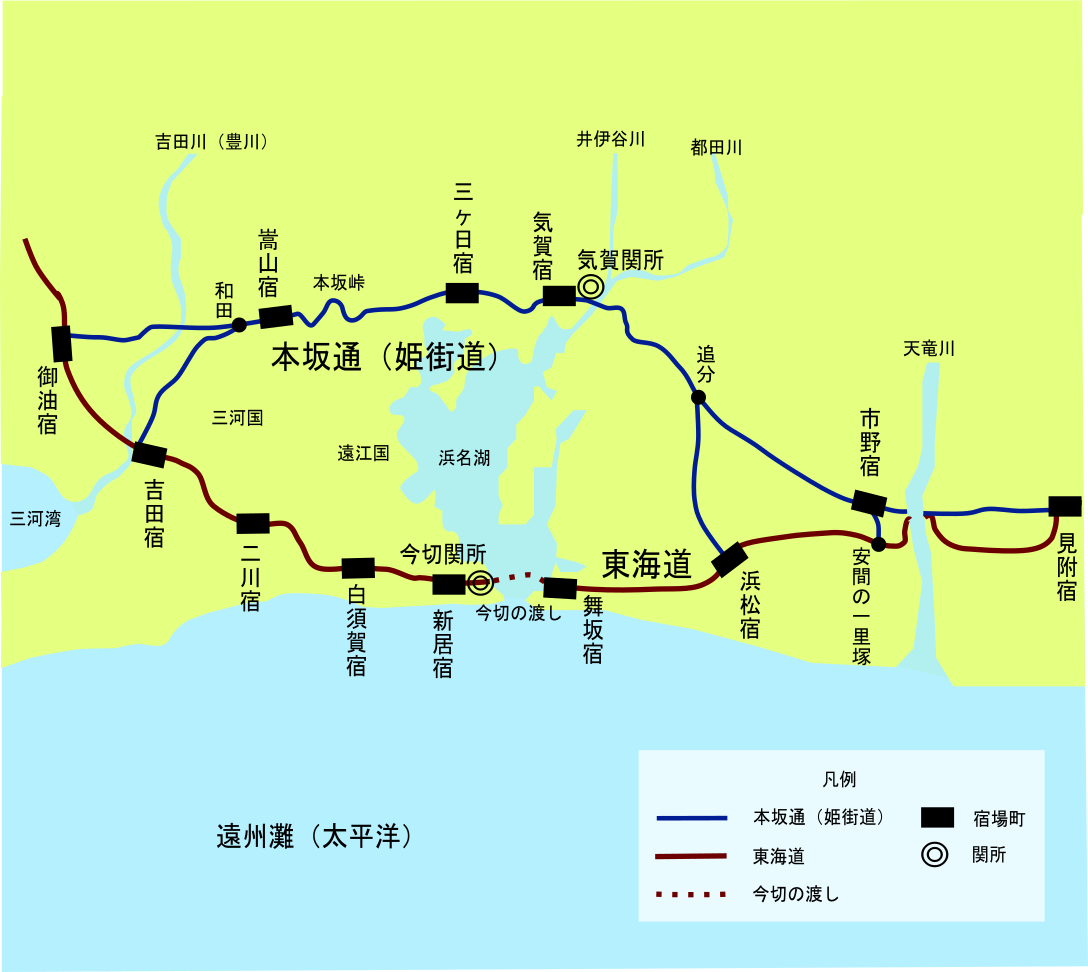
本坂通(姫街道)と気賀宿の位置

気賀宿（きがしゅく）は、17世紀初めに江戸幕府が気賀（現在の浜松市浜名区細江町）に設置した本坂通（姫街道）の宿場である。町の東端に気賀関所がある要害の町として知られ、地頭の気賀近藤氏が関所を管理した。

## 要害の町
気賀（浜松市北区細江地区）は、町の北側に標高100m以上の山地・丘陵地があり、南は浜名湖、東は井伊谷川・都田川に挟まれた要害の町になっており、関所の東門から宿場の南に沿って要害堀が掘られていて、容易に抜け出ることができないようになっていた。
江戸時代の都田川には橋が架かっておらず、街道を往来する人々は渡し船で通行した。
町並みは東西600メートルほどにわたっており、町の西側の入口には木戸があり、桝形が石垣で作られていた。町の西の外れは、「棒鼻」と呼ばれていた。

## 歴史

### 宿駅の制
慶長6年（1601年）に、江戸幕府は東海道宿駅の制を定め、この頃、街道の監視のため、気賀に関所が設けられた（気賀関所）。
慶長15年（1610年）には、江戸幕府から気賀宿に『伝馬駄賃掟書』が発給されており、この頃気賀宿が設置され、宿場に伝馬が置かれ、人馬の継立が行なわれていたことが分かっている。

### 気賀近藤氏
気賀関所を管理していたのは、気賀の地頭で、「乱暴旗本」として知られた近藤登之助と同族の近藤氏（気賀近藤氏）だった。気賀近藤家は3,500石を有した江戸幕府の旗本で、元和5年（1619年）から明治維新まで、12代にわたり関所を管理した。
1707年（宝永4年）の富士山噴火の際に、ときの地頭・近藤用清は浜名湖岸の田畑3,900石を失い、復旧に努めた結果、20年後までに500石を回復した。1753年（宝暦3年）に用清の養子となって気賀近藤家の家督を継いだ近藤登之助の次男・近藤用随は、新しい水路を拓き、都田川に堤防を築くなどして更に800石を回復、しばしば塩害に遭い米作に不向きとされた干拓地に琉球藺を導入して栽培させ、これが遠州表特産化の端緒となった。

### 宝永地震による被害
宝永4年（1707年）の宝永地震では、津波によって気賀の町も大きな被害を受けた。また3度の津波によって移転後間もない新居関所が流され、4-5日間渡海が出来なくなるなど、浜名湖南岸が壊滅的な打撃を受けたため、本街道を避けて、被害の少なかった姫街道の本坂越を利用する旅人が多くなった。
| 地名 | 死者     | 家屋倒壊                           | 震度 | 津波 | その他                                             |
| ---- | -------- | ---------------------------------- | ---- | ---- | -------------------------------------------------- |
| 気賀 | -        | 全壊100                            | 6    | 1-2m | 船舶240流失                                        |
| 気賀 | -        | 全壊100                            | 6    | 1-2m | 津波により田畑沈没、1,700余石荒地となる            |
| 新居 | 溺死者24 | 850のうち全壊348、半壊502、流出241 | 6-7  | 3-5m | 船舶90流出、船199破損                              |
| 新居 | 溺死者24 | 850のうち全壊348、半壊502、流出241 | 6-7  | 3-5m | 今切関所が潰れ、3度の津波のため4-5日の渡航ができず |

出典：飯田 (1982, pp. 146, 148, 152)により作成。

### 天保14年の宿村明細書
天保14年（1843年）の宿村明細書には、気賀、三ヶ日、嵩山の記録がある。気賀は、合高八石二斗三升八合、宿往還長が一里四町五八間、本陣１軒、脇本陣はなし、旅籠小８軒、総戸数121軒、人口466人、高札場はなし、人馬継立問屋場1ヶ所と記録されている。

### 気賀関所の廃止
明治2年（1869年）の関所廃止令により気賀関所は閉鎖された。

## ケガ
気賀は古くは「ケガ」と呼ばれ、江戸時代の絵巻物などでも平仮名で「ケガ」と記しているものが多かった。西方から姫街道を来た旅人が、小引佐峠まで来ると気賀の町が見えるので、「小引佐峠とかけて何と解く」の問いに対して、答えは「破れふんどしと解く」で、その心は「毛が見えた」だという謎解きがある。

## 関連文献
- 白柳, 秀湖「10 名物男 近藤登之助、同縫殿之助」『親分子分（侠客編）』（改訂版）千倉書房、1930年、72-82頁。NDLJP:1120077/48。

座標: 北緯34度29分00秒 東経137度23分24秒 / 北緯34.48329度 東経137.39006度